# Georg Memminger
Georg Memminger (* 20. April 1950 in Grünewald) ist ein ehemaliger deutscher Autorennfahrer.

## Karriere
Georg Memminger startete seine Rennfahrerkarriere Anfang der 1980er Jahre im Langstrecken-Motorsport. 1982 fuhr er zusammen mit Fritz Müller mit einem Porsche 930 in der Gruppe B der Sportwagen-Weltmeisterschaft. Beim 1000-km-Rennen auf dem Nürburgring 1982 konnte er seinen ersten Klassensieg in der Gruppe B und den 9. Platz in der Gesamtwertung beim 1000-km-Rennen auf dem Nürburgring feiern. 1983 und 1984 fuhr er mit Heinz Kuhn-Weiss in der Sportwagen-Weltmeisterschaft und konnte sich in vielen Rennen unter den besten 15 Plätzen einreihen. Beim 24-Stunden-Rennen von Le Mans 1983 erreichte er mit Fritz Müller und Heinz Kuhn-Weiss den 13. Gesamtplatz.
1988 wechselte Memminger in den Porsche-Markenpokal-Rennsport. Dort startete er 1988 und 1989 im Porsche 944 Turbo Cup und ein Jahr später in der nachfolgenden Pokalrennserie Porsche Carrera Cup Deutschland. Er nahm zweimal beim 24-Stunden-Rennen von Spa-Francorchamps teil. 1989 fuhr er dort mit einem BMW M3 Evo auf den 7. Platz und 1990 mit einem mit Porsche 911 Carrera (Typ 964) auf den 9. Gesamtplatz.
Danach beendete er seine Rennfahrerlaufbahn und spezialisierte sich als Firmeninhaber auf den Aufbau von VW-Käfer-Cabriolet-Fahrzeugen.

## Statistik

### Le-Mans-Ergebnisse
| Jahr | Team            | Fahrzeug    | Teamkollege  | Teamkollege      | Platzierung | Ausfallgrund |
| ---- | --------------- | ----------- | ------------ | ---------------- | ----------- | ------------ |
| 1983 | Georg Memminger | Porsche 930 | Fritz Müller | Heinz Kuhn-Weiss | Rang 13     |              |